# Vojtěch Běloch
Vojtěch Běloch (30. června 1931 Ratíškovice – 23. května 1975 Praha) byl český sexuální vrah, který v roce 1973 opakovaně pohlavně zneužil a poté zavraždil teprve sedmiletou dívku. Po vraždě malého chlapce v pražském kině Metro, kterou spáchal jiný sexuální deviant Jaroslav Papež, se v krátké době jednalo o druhý případ usmrcení dítěte dříve usvědčeným pedofilem. Opět odhalil systémové nedostatky při zacházení s podobnými delikventy a vzbudil značně negativní emoce u široké veřejnosti.

## Pachatel
Vojtěch Běloch vychodil pouze 5 tříd základní školy. Měl 4 sourozence a jeho otec byl alkoholik. Poprvé byl trestán za zneužití tří dětí ve věku 8–11 let. Část trestu mu byla za vzorné chování změněna na podmínku. Během ní byl však opět usvědčen z pohlavního zneužití desetileté dívky. Ani druhý trest si však neodpykal celý, protože byl předčasně propuštěn na základě prezidentské amnestie. Dohromady si za pohlavní zneužívání dětí odseděl téměř 10 let. V době, kdy spáchal vraždu, byl ženatý a měl 3 děti. Pracoval jako horník v lignitových dolech.

## Vražda
Vojtěch Běloch žil se svou rodinou v obci Dubňany u Hodonína v bytě naproti obchodu, ve kterém pracovala matka sedmileté Marcely Konečné. Ta ji v práci často navštěvovala. Běloch si do obchodu chodil kupovat pivo a mléko. Je možné, že si Marcelu již dříve takto vytipoval. Dne 5. prosince 1973 odevzdala Marcela ve škole omluvenku, kterou jí ráno napsala matka, aby mohla hlídat mladšího bratra Libora. Kolem poledne se sama vydala po lesní cestě směrem k domovu. V lese narazila na Bělocha, který se k ní přidal a začali si povídat. Pod záminkou čtení z pohádkové knížky ji pozval k sobě do bytu. Slíbil, že tam na ni čeká matka. Cestou potkali cizí ženu, která se Bělocha zeptala, zda má takové dítě. Běloch to potvrdil a jelikož nic nenaznačovalo tomu, že s ním jde Marcela nedobrovolně, žena si jich dál nevšímala a oni se o chvíli později rozešli. Kolem jedné hodiny se podle domluvy setkali ve městě u kašny, načež ji Běloch vzal k sobě do bytu. V kuchyni ji svlékl a pohlavně zneužil. Po činu chtěl Marcelu propustit, ta mu však pohrozila, že vše prozradí své matce. Běloch jí zavázal oči šátkem a orálně ji zneužil. Poté ji rukama uškrtil a odešel si do obchodu koupit pivo. V podvečer bylo pouličním rozhlasem odvysíláno hlášení o pohřešování dítěte. Běloch se rozhodl tělo z bytu raději odnést. Zavázal ho do jutového pytle a snesl do sklepa. Po setmění nasedl na motorku, pytel s tělem k sobě přivázal švihadlem a odjel směrem k lesu. Při jízdě byl spatřen svědky. Cestou odhodil část oblečení zavražděné. Školní aktovku rozřezal a hodil do potoka. Tělo pak v lese ledabyle zakryl větvemi a roštím.

## Dopadení
Druhý den objevila náhodná svědkyně vedle lesní cesty dětský kabátek, který patřil pohřešované Marcele. Další svědek poté nalezl bačkoru s jejími iniciálami. Vzhledem k mrazivému počasí nálezy oblečení naznačovaly, že se mohla stát obětí násilného činu. Krátce na to byl vytvořen speciální policejní tým, který měl sestavit seznam možných pachatelů z obce Dubňany. Mezi nimi vyčníval právě Vojtěch Běloch, již dvakrát trestaný pro sexuální delikty spáchané na dětech. První domovní prohlídka nepřinesla žádné stopy. Při druhé byly pod vanou nalezeny Marceliny školní sešity. Svou noční cestu na motorce vysvětloval tak, že vezl svého stejně starého syna. Ten to však popřel. Přes odpor svého okolí se setkání s Bělochem a Marcelou rozhodla ohlásit také svědkyně z lesa. Běloch odmítal spolupracovat a pouze se neurčitě vyjádřil, že si přeje, aby rychle napadl sníh. Během následujícího týdne si někteří lidé z obce vzali v práci volno a společně s vojáky a policisty začali systematicky prohledávat les. Dne 11. prosince bylo tělo konečně nalezeno.

## Odsouzení
Vojtěch Běloch si uvědomoval, že proti němu existuje celá řada důkazů, a proto se pokusil přesvědčit v dopise svou manželku, aby lhala o jeho údajných psychických problémech. Tím však v podstatě potvrdil opak. K činu se doznal až několik dní po nalezení těla. Během vyšetřování lhal a zaváděl. Při každé další výpovědi svou verzi měnil. Dál se snažil předstírat duševní poruchu, kterou však znalci vyloučili. V roce 1975 byl v Praze popraven.